# Route nationale 404
Pour les articles homonymes, voir Route 404.
La route nationale 404 ou RN 404 est une bretelle d'accès à l'échangeur n° 45 (Saverne) de l'A 4 depuis la RN 4, dans la commune d'Otterswiller. Le décret du 5 décembre 2005 prévoit le transfert de cette bretelle au département du Bas-Rhin.
Autrefois, la route nationale 404 ou RN 404 était une route nationale française reliant Manheulles, sur l'ancien tracé de la RN3 à Gripport sur la RN57, via Toul. Après les déclassements de 1972, elle est devenue RD 904.
Voir l'ancien tracé de la RN404 sur GoogleMaps

## De la RN 4 à l'A4 (D 1404)
- Échangeur entre RD 1004 et RD 1404
- D 421 : Saverne, Dettwiller, Hochfelden
- D 6, D 16 : Steinbourg, Monswiller, Saverne
- D 6 : Steinbourg, Hattmatt, Bouxwiller
- Péage
- Échangeur entre A4 et RD 1404

## Ancien tracé de Manheulles à Toul D 904
- Manheulles (km 0)
- Fresnes-en-Woëvre (km 3)
- Marchéville-en-Woëvre (km 6)
- Saint-Hilaire-en-Woëvre (km 8)
- Doncourt-aux-Templiers (km 11)
- Woël (km 13)
- Saint-Benoît-en-Woëvre (km 21)
- Beney-en-Woëvre (km 25)
- Pannes (km 28)
- Essey-et-Maizerais (km 30)
- Flirey (km 36)
- Bernécourt (km 40)
- Ménil-la-Tour (km 49)
- Toul (km 61)

## Ancien tracé de Toul à Gripport D 904
- Bicqueley (km 67)
- Thuilley-aux-Groseilles (km 75)
- Crépey (km 81)
- Goviller (km 86)
- Vézelise (km 92)
- Xirocourt (km 101)
- Gripport où elle rejoint la RD 570 qui est l'ancien tracé de la RN57 sous laquelle la RD 904 passe aujourd'hui entre Xirocourt et Gripport. (km 108)